# توماس سويني
توماس سويني (بالإنجليزية: Thomas Sweeney)‏ هو لاعب اتحاد الرغبي أسترالي، ولد في 1929 في بريزبان في أستراليا، وتوفي في 17 فبراير 2017.